# Viks säteri

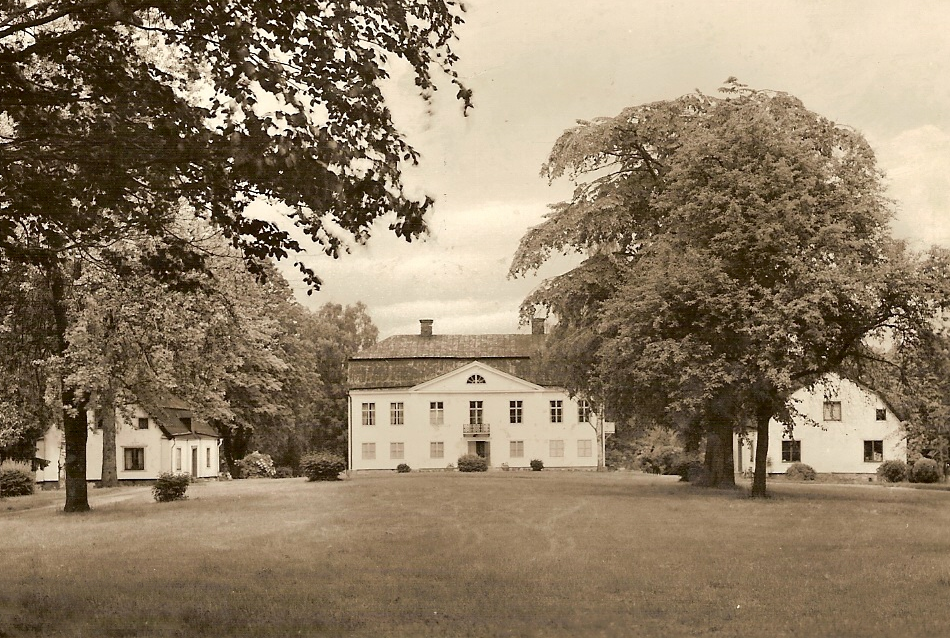
Viks Säteri 1952

Viks säteri är ett tidigare säteri i Stigtomta socken, Nyköpings kommun, beläget vid den sydligaste viken av sjön Yngaren, drygt två mil väster om Nyköping. 

## Historik
Godset ägdes på 1400-talet av Gillick Håkansson och gick därefter via hustrun Lucia Henriksdotter Lilje vidare till hennes andre make Erik Pedersson Geet till Djula. Lucia Lilje och Erik Geet hade en dotter, Brita Eriksdotter Geet, som gifte sig med Jöns Arp. Senare kom godset att disponeras av de sistnämndas sonson Schering Arp, vars dotter Carin gifte sig med ståthållaren på Nyköpings hus (Nyköpings slott) Johan Rosenhane, 1571–1624. 
Genom arv tillföll Vik Rosenhanes dotter Catharina som 1640 gifte sig med överstelöjtnanten vid Upplands ryttare Jakob Silfverpatron. Redan efter fyra år blev Catharina änka och hon gifte 1651 om sig med ryttmästaren Sigvard Kruse af Elghammar, 1628–1664. I detta äktenskap föddes sonen Johan som gifte sig med friherrinnan Sofia Spens, född 1654.
Johan Kruse och hans hustru Sofia fick tre söner och två döttrar. Vik ärvdes av dottern Brita Christina, 1687–765, gift med majoren Reinhold Bernt Silfverhielm, 1689–1763.
Silfverhielm hade två söner, födda 1720 och 1721, men Vik ärvdes år 1765 av dottern Sofia Christina Silfverhielm, född 1729, och hennes make, kornetten vid livregementet till häst, Johan Henrik Ehrenstam, född 1729. Ehrenstam var sjuklig och Vik såldes till hustruns moster, Catharina Sofia Kruse af Elghammar, född 1684.
Catharina Kruse hade 1716 gift sig med sedermera amiralen och riksrådet, greve Anton Johan Wrangel af Sauss, född 1679. De efterträddes av sonen, översten Johan Reinhold Wrangel, 1717–1794. Johan Reinold gifte sig 1761 med friherrinnan Charlotta Wachtmeister af Björkö, född 1743, och fick med henne sex barn, varav två söner och tre döttrar uppnådde vuxen ålder.

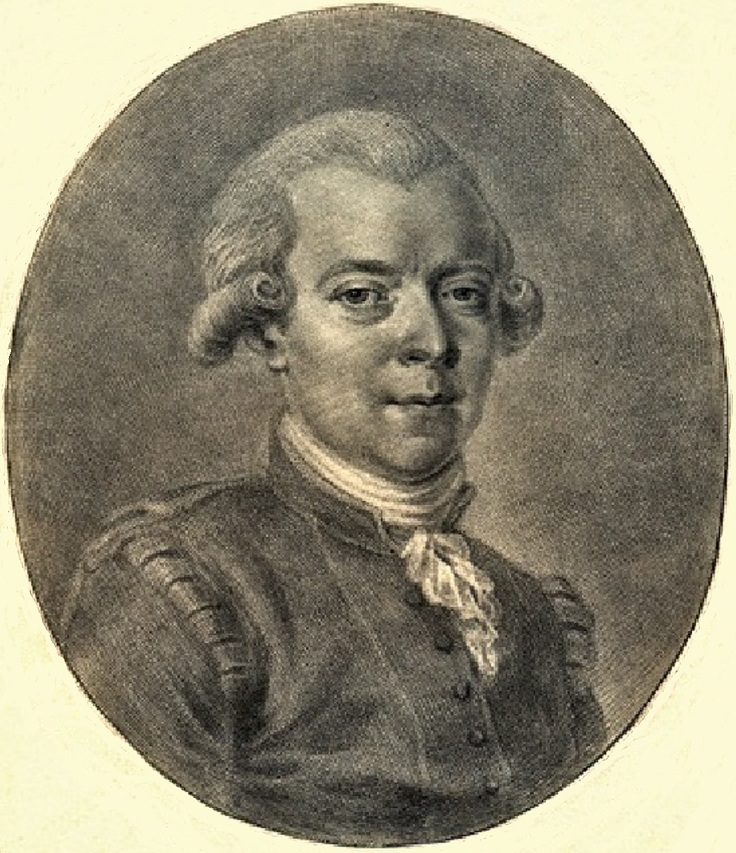
Lars Christian Tingstadius.

Godset såldes dock efter hustruns död år 1791 till medicinalrådet Lars Christian Tingstadius, född 1750 i Lunda församling. Han var bror till biskopen i Strängnäs Johan Adam Tingstadius. Tingstadius gifte sig 1794 med Carolina Anna Giers, 1753–1828, men äktenskapet blev barnlöst. Han avled på Vik den 12 maj 1832.
Gården gick sedan vidare till ryttmästaren Gustaf Hallenborg, född den 22 oktober 1808. Han gifte sig den 15 jan 1833 på Fors Bruk, nuvarande Hörnsjöfors, i Västerfärnebo socken i Västmanland med Augusta Fredrika Björkenstam. Mellan 1834 och 1846 föddes först två söner och därefter fyra döttrar. Äktenskapet slutade dock i skilsmässa och Gustaf Hallenborg avled i Stockholm 1859.
Gården såldes, oklart vilket år, till majoren i armén, friherre Bror Per Brändström, född 1805 och död i Nyköping 1885. Han hade med sin hustru Charlotta Vilhelmina Hjelm en son, Bror Gabriel, underlöjtnant vid Södermanlands regemente. Sonen avled dock 1861 vid 22 års ålder och Brändström sålde år 1877 Viks Säteri till greve Henning Robert Hamilton, 1842–1909. Hamilton var född på sina föräldrars egendom Danbyholm i Björkviks socken, men sålde sin ärvda hälft till sin bror Wathier 1865, arrenderade därefter Veckla i Vadsbro socken under tio år och köpte sedan vid trettiofem års ålder Vik.